# Floyd Landis

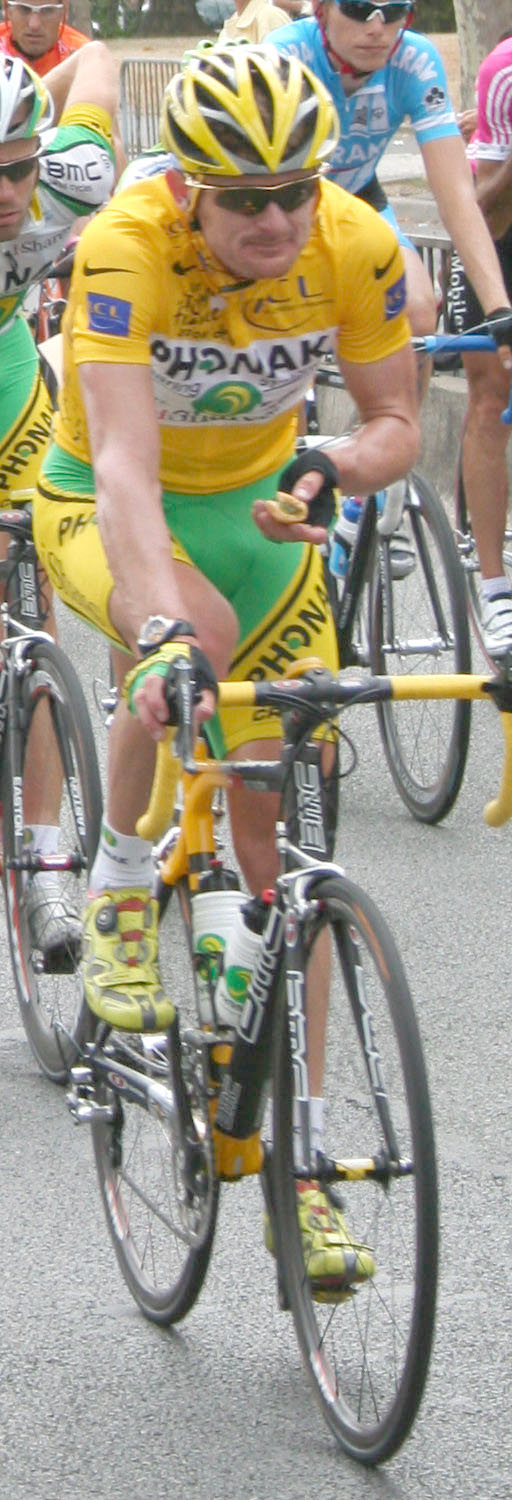
Floyd Landis al Tour de França de 2006

Floyd Landis (nascut el 14 d'octubre de 1975 a Farmersville, Pennsilvània) és un antic ciclista estatunidenc, professional des de 1999 fins 2010. La seva especialitat són les contrarellotges, però és també un bon escalador.

## Biografia
Nascut a Farmersville (Pennsilvània), els inicis de Landis no destacaren especialment abans del seu pas a l'equip US Postal, aconseguint només algun triomf en voltes menors, tot i una tercera i una quarta posició en el Tour de l'Avenir en les edicions de 1999 i 2000, respectivament.
Durant el 2002, en el seu primer any a les files de l'equip nord-americà, Landis obté un segon lloc a la Dauphiné Libéré i un tercer en la Tirrena-Adriàtica. Aquest mateix any corre per primera vegada el Tour de França com a gregari de Lance Armstrong, tasca habitual durant la militància a l'equip US Postal. El 2004, aconsegueix vèncer a Portugal la Volta a l'Algarve, a més de guanyar-ne una de les etapes.
El 2005, fitxa per l'equip suís Phonak i aconsegueix el seu millor resultat en una gran volta en acabar novè al Tour de França.
El seu millor any esportiu fins al moment ha estat el 2006, en el qual guanyà la París-Niça, a més de dues altres competicions als Estats Units, la Volta a Califòrnia i la Volta a Geòrgia.
Durant el Tour de França de 2006, va dur el mallot groc en dues etapes, i va guanyar la classificació general després d'una espectacular fuga de 130 quilòmetres a l'etapa que acabava a Morzine i d'una contrarellotge en la qual superà al fins aleshores mallot groc, el gallec Óscar Pereiro. En finalitzar la prova, Landis va anunciar que després del Tour hauria de fer-se implantar una pròtesi de maluc per a intentar solucionar una necrosi que afectava aquesta part de son cos.
El 27 de juliol de 2006, el seu equip, el Phonak, confirmava que havia donat positiu en un control antidòping per testosterona en l'etapa que acabava a Morzine, i on Landis va recuperar més de sis minuts a Óscar Pereiro.
El 20 de setembre de 2007 Floyd Landis és declarat culpable del positiu del Tour 2006, per la qual cosa el títol de campió va recaure en Óscar Pereiro.

## Palmarès
- 1999
  - Vencedor d'una etapa de la Cascade Cycling Classic
- 2000
  - 1r al Tour du Poitou-Charentes
- 2004
  - 1r a la Volta a l'Algarve i vencedor d'una etapa
- 2005
  - Vencedor d'una etapa de la Volta a Geòrgia
- 2006
  - 1r a la Volta a Califòrnia i vencedor d'una etapa
  - 1r a la Volta a Geòrgia i vencedor d'una etapa
  - 1r a la París-Niça

### Resultats al Tour de França
- 2002. 61è de la classificació general
- 2003. 77è de la classificació general
- 2004. 23è de la classificació general
- 2005. 9è de la classificació general
- 2006. 1r de la classificació general i vencedor d'una etapa Desqualificat per dopatge

### Resultats a la Volta a Espanya
- 2003. 76è de la classificació general
- 2004. Abandona (18a etapa). Porta el mallot or durant 5 etapes
- 2005. Abandona (6a etapa)